# 黑森-達姆施塔特的路易絲 (1779年)
黑森-達姆施塔特的路易絲（德語：Luise von Hessen-Darmstadt，1779年1月16日—1811年4月18日），黑森大公路德維希一世的女兒，母親是格奧爾格·威廉的女兒路易絲。

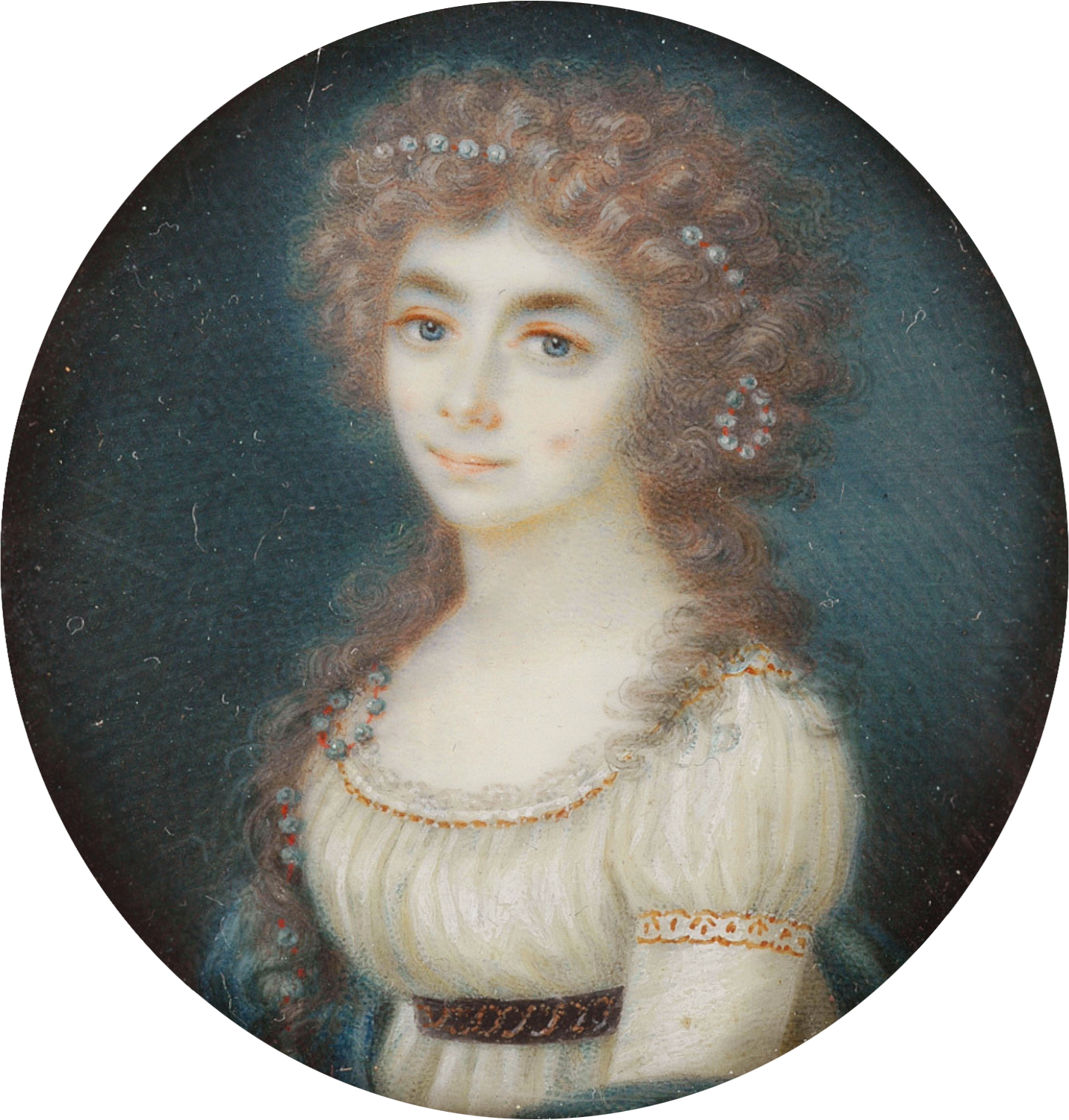

## 家庭
1800年，路易絲與安哈特-克滕的路德維希結婚，兩人共有兩個兒子：
1. 腓特烈·威廉（1801年—1801年），夭折
2. 路德維希·奧古斯特（1802年—1818年）